# Нижній Руял
Нижній Руя́л (рос. Нижний Руял, марій. Изи Руял) — присілок у складі Марі-Турецького району Марій Ел, Росія. Входить до складу Косолаповського сільського поселення.

## Населення
Населення — 47 осіб (2010; 60 у 2002).
Національний склад (станом на 2002 рік):
- марійці — 97 %